# U.S. Route 34 (Illinois)
La U.S. Route 34 o Ruta Federal 34 (abreviada US 34) es una autopista federal ubicada en el estado de Illinois. La autopista inicia en el oeste desde la US 34  hacia el este en la IL 43  , US 66   en Berwyn. La autopista tiene una longitud de 247,5 km (153.79 mi).

## Mantenimiento
Al igual que las carreteras estatales, las carreteras interestatales, y el resto de rutas federales, la U.S. Route 34 es administrada y mantenida por el Departamento de Transporte de Illinois por sus siglas en inglés IDOT.

## Cruces
La U.S. Route 34 es atravesada principalmente por la  I 74  US 6  I 39  I 294 .